# Erich Heinemann
Pour les articles homonymes, voir Heinemann.
Erich Heinemann (13 janvier 1881 à Düsseldorf - 22 janvier 1956 à Berlin) est un General der Artillerie allemand qui a servi au sein de la Heer dans la Wehrmacht pendant la Seconde Guerre mondiale.

## Biographie
Erich Heinemann commence sa carrière militaire comme Fahnenjunker dans le 15e régiment d'artillerie de campagne le 5 mars 1900.
Il reçoit le 28 novembre 1943 le commandement du LXV. Armeekorps, chargé des missions des fusées V2, puis le 24 octobre 1944 du XXX. Armeekorps. Le 15 novembre 1944, il est affecté dans la Führer-Reserve OKH puis mis en retraite le 287 février 1945.
Il est capturé par les forces soviétiques le 18 juillet 1945 et reste en captivité jusqu'au 20 août 1949.

## Promotions
| Fähnrich                    | 19 octobre 1900    |
| Leutnant                    | 16 juin 1901       |
| Oberleutnant                | 27 janvier 1910    |
| Hauptmann                   | 27 janvier 1914    |
| Major                       | 1er décembre 1922  |
| Oberstleutnant              | 1er avril 1928     |
| Oberst                      | 1er février 1931   |
| Generalmajor                | 1er octobre 1933   |
| Generalleutnant             | 1er septembre 1935 |
| Generalleutnant z.V.        | 1er juillet 1938   |
| General der Artillerie z.V. | 1er janvier 1944)  |

## Décorations
- Croix de fer (1914)
  - 2e Classe
  - 1re Classe
- Croix de chevalier de l'Ordre royal de Hohenzollern avec glaives
- Médaille de service de Prusse
- Croix d'honneur
- Médaille de service de la Wehrmacht 4e à 1re Classe
- Agrafe de la Croix de fer (1939)
  - 2e Classe
  - 1re Classe
- Médaille du Front de l'Est
- Croix allemande en Or le 25 mars 1942 en tant que Generalleutnant z.V. et commandant du XII. Armeekorps
- Croix du mérite de guerre 2e et 1re Classe avec glaives
- Croix de chevalier de la Croix du mérite de guerre avec glaives le 23 octobre 1943 en tant que Generalleutnant z.V. et Harko 302.